# Șciîtîn, Liubeșiv
Șciîtîn (în ucraineană Щитинь) este o comună în raionul Liubeșiv, regiunea Volînia, Ucraina, formată numai din satul de reședință.

## Demografie
Componența lingvistică a satului Șciîtîn
     Ucraineană (100%)
Conform recensământului din 2001, toată populația satului Șciîtîn era vorbitoare de ucraineană (100%).